# 天皇陛下御即位二十年をお祝いする国民祭典

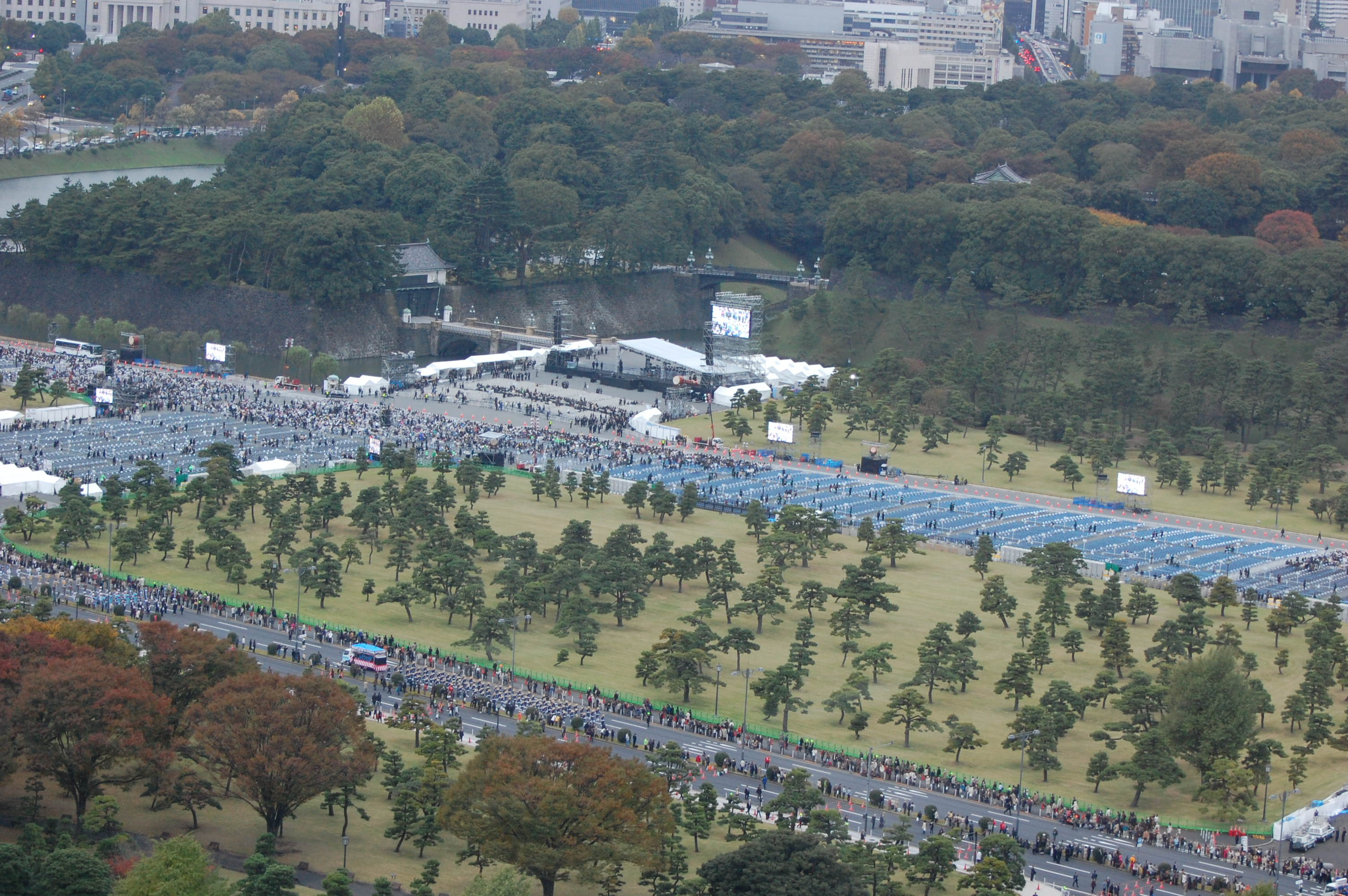
2009(平成21)年11月12日、
会場となった皇居前広場

天皇陛下御即位二十年をお祝いする国民祭典（てんのうへいかごそくいにじゅうねんをおいわいするこくみんさいてん、英語：The National Celebration for the 20th Anniversary of His Majesty The Emperor's Accession to the Throne）は、2009年（平成21年）11月12日に日本の東京都千代田区にある皇居前広場で開催された、第125代天皇明仁の即位20周年を祝った祝賀式典である。

## 概要
第125代天皇明仁の即位20周年を祝う為に、天皇陛下御即位二十年奉祝委員会と天皇陛下御即位二十年奉祝国会議員連盟により開催された。祭典は、内堀通りと皇居外苑で行われた祝賀パレードや奉祝渡御といった「奉祝まつり」と、皇居前広場にて各界の著名人による祝辞や奉祝演奏などが行われた「祝賀式典」の2部で構成された。「奉祝まつり」は約3万人が参加。「祝賀式典」は司会を久保純子と宮本隆治が務め、各界の著名人の招待者、および葉書による抽選にて選ばれた一般招待約1万5000人の計3万人が出席した。

## 内容

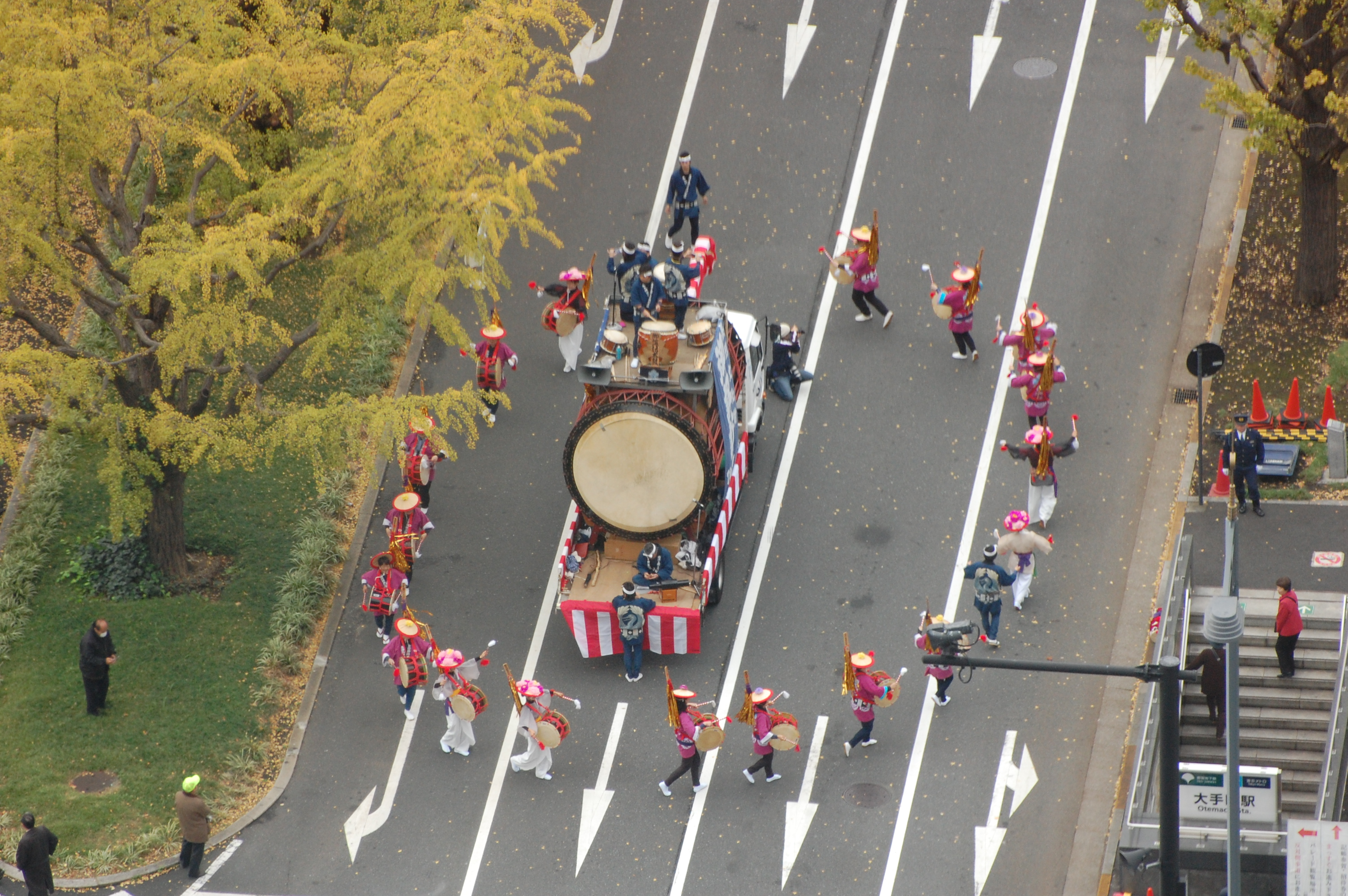
2009(平成21)年11月12日、パレードにて披露された御諏訪太鼓

「祝賀式典」では、主催者である天皇陛下御即位二十年奉祝委員会の会長として、日本商工会議所会頭の岡村正が主催者式辞を述べた。同じく主催者である天皇陛下御即位二十年奉祝国会議員連盟からは、実行委員長・常任幹事の平沼赳夫が開会宣言を行い、会長の森喜朗が万歳を先導した。同議員連盟の副会長を務める鳩山由紀夫も内閣総理大臣として祝辞を述べた。また、豊田章一郎、小柴昌俊、星出彰彦、森光子、荒川静香、高橋尚子、原辰徳らによるメッセージが披露された。
佐藤しのぶによる国歌独唱や、陸海空自衛隊合同音楽隊、鬼太鼓座などがそれぞれ演奏を披露した。また、秋元康が作詞し岩代太郎が作曲した『太陽の国』が演奏され、第一部「太陽の種」、第二部「太陽の芽」、第三部「太陽の花」 からなる組曲がEXILEにより披露された。

## プログラム

### 第1部・奉祝まつり

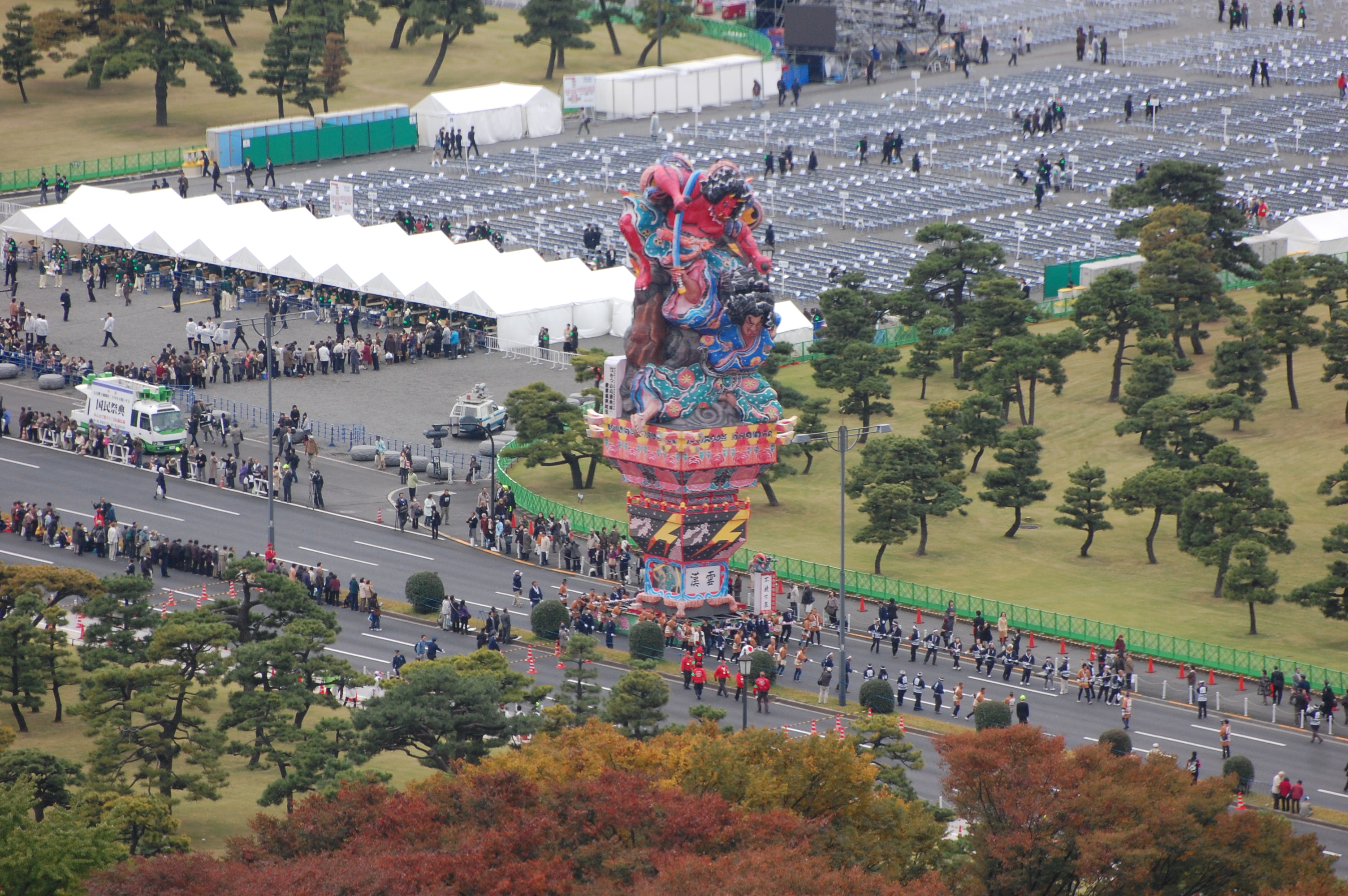
2009(平成21)年11月12日、パレードにて披露された五所川原立佞武多

祝賀パレードは、内堀通りにて14:15～16:30開催、16団体出演。奉祝渡御（お神輿の練り歩き）は鍛冶橋通りにて14:10～16:30開催、18団体出演。

### 第2部・祝賀式典
- 開会宣言 - 平沼赳夫による天皇陛下御即位二十年奉祝国会議員実行委員長の開会宣言
- 陸海空自衛隊合同音楽隊によるファンファーレ（雅の鐘）
- オペラ歌手、佐藤しのぶによる国歌「君が代」独唱
- 御祝いメッセージ1
  1. ヤドヴィカ・マリア・ロドヴィッチ（駐日ポーランド共和国特命全権大使）
  2. 豊田章一郎
  3. 平野祐康（東京都三宅村村長）
  4. 小柴昌俊
  5. 星出彰彦
  6. 松山優治（東京海洋大学学長）
- 奉祝演奏 
  1. 陸海空自衛隊合同音楽隊による「祝典行進曲」「威風堂々 第1番」
  2. 鬼太鼓座・「屋台囃子」
- 御祝いメッセージ2
  1. 荒川静香
  2. 高橋尚子
  3. 原辰徳
  4. 森光子
- 奉祝演奏
  1. 千代田区立和泉小学校ビッグバンドクラブ・IZUMI NOTES
  2. 劇団こころ・疾風乱舞合同チーム「ハマコイ踊り」
- 天皇皇后両陛下のお出まし
- 主催者式辞 - 岡本正
- 内閣総理大臣祝辞 - 鳩山由紀夫による祝辞
- 天皇陛下御即位二十年『奉祝曲 組曲「太陽の国」』
  - 第一部「太陽の種」
  - 第二部「太陽の芽」
  - 第三部「太陽の花」EXILEが歌とダンスで献納。
- 参列者・登壇者・関係者3万人全員による、日本国国歌「君が代」斉唱
- 天皇陛下のお言葉
- 聖寿万歳 - 森喜朗の先導による万歳三唱
- 両陛下ご退出
- 閉会宣言